# Song Jae-ho
Song Jae-ho (Pionyang, 10 de marzo de 1937 – 7 de noviembre de 2020) fue un actor surcoreano de cine y televisión. Hizo su debut en 1959 y logró reconocimiento en las décadas de 1970 y 1980 en el cine coreano, registrando una participación notable en el filme Yeong-ja's Heydays (1975). A partir de entonces se destacó en una gran cantidad de series de televisión coreanas como Precious Family de 2004 y en largometrajes como Salinui chueok (Bong Joon-ho, 2003), The President's Last Bang (Im Sang-soo, 2005) y Late Blossom (Choo Chang-min, 2011).

## Biografía

### Primeros años
Song Jae-ho, cuyo nombre de nacimiento es Song Jae-eon, nació en Pionyang el 10 de marzo de 1937. Inició su carrera como actor a finales de la década de 1950 como actor de doblaje y de voz, además de registrar pequeñas apariciones en películas hasta realizar un papel de reparto en el largometraje The Bacheolor Pub, estrenado en 1964. Un año después actuó en la cinta Heukmaek y en cuatro producciones cinematográficas más en la década de 1960. En los años 1970 debutó en la televisión surcoreana integrando el reparto de los seriados 113 (1973) y Comrades (1975) y continuó figurando en el cine de ese país con apariciones en producciones como King Sejo the Great (1970), The Golden Harbor in Horror (1971), Looking for Sons and Daughters (1972), 25 O'clock of Youth (1973), Winter Woman (1977) y The Terms of Love (1979). En 1975 protagonizó la película Yeong-ja's Heydays de Kim Ho-sun en el papel de Chang-su, un veterano de la Guerra de Vietnam que debe reintegrarse a la sociedad.

### Reconocimiento y últimos años
En la década de 1980 el actor registró numerosas participaciones en cine y televisión, entre las que destacan los seriados Gaeguk de 1983, Chunhyangjeon de 1984 y Punggaek de 1988, y las películas The Hidden Hero (1980), Love Song (1984) y The Chalameon's Poem (1988). A partir de entonces actuó en notables producciones cinematográficas como Salinui chueok (2003), Too Beautiful to Lie (2004), Face (2004) y Gyeolhonjeonya (2013), antes de realizar sus últimas apariciones en el cine en las películas The Way (2017) del director Jung In-bong, en la que compartió elenco con Kim Hye-ja y On Joo-wan; A History of Jealousy (2019), bajo la dirección de Jung Inbong, y Race to freedom: Um Bok Dong, dirigida por Kim Yoo-sung y protagonizada por Rain, Kang So-ra y Lee Beom-soo. En televisión, sus últimas actuaciones ocurrieron en los seriados Missing You y Local Hero de 2012 y 2016 respectivamente.

### Fallecimiento
Song Jae-ho falleció el 7 de noviembre de 2020 a los ochenta y tres años a consecuencia de una enfermedad crónica que venía padeciendo desde hacía un año. Lee Nak-yon, presidente del Partido Demócrata de Corea en el poder, ofreció sus condolencias por la muerte de Song: "Fue alguien que se comprometió a actuar toda su vida. Nos es familiar con todos sus generosos papeles paternales en los dramas, pero muchos lo recordarán por su distanciamiento social al estilo de James Dean... Tenía un gran corazón".

## Filmografía

### Cine
- A History of Jealousy (2019)
- Race to freedom: Um Bok Dong (2019)
- The Way (2017)
- Northern Limit Line (2015)
- The Suspect (2013)
- Marriage Blue (2013)
- The Spy: Undercover Operation (2013)
- The Tower (2012)
- Sunday Punch (2011)
- Quick (2011)
- Late Blossom (2011)
- Troubleshooter (2010)
- Haeundae (2009)
- Private Eye (2009)
- A Tale of Legendary Libido (2008)
- BA:BO (2008)
- May 18 (2007)
- Over the Border (2006)
- The President's Last Bang (2005)
- Face (2004)
- Sweet Sixties (2004)
- Too Beautiful to Lie (2004)
- Silver Knife (2003)
- Singles (2003)
- Memories of Murder (2003)
- Double Agent (2003)
- The Beauty in Dream (2002)
- Musa (2001)
- Ivan the Mercenary (1997)
- Tip (1988)
- The Chameleon's Poem (1988)
- Love Song (1984)
- The Winter That Year Was Warm (1984)
- With Hope for Future Baseball King (1982)
- Night of a Sorceress (1982)
- Ardent Love (1982)
- People of Kkobang Neighborhood (1982)
- The Glorious Days of Young-ja (Sequel) (1982)
- Three Times Each for Short and Long Ways (1981)
- The Hidden Hero (1980)
- The Terms of Love (1979)
- Arirang Ah! (1978)
- Winter Woman (1977)
- A Driver with a Nickname (1977)
- Season of Love (1977)
- Girls From Scratch (1976)
- Why Do You Ask My Past? (1976)
- Kan-Nan (1976)
- Counting Stars in a Night Sky (1976)
- Young City (1976)
- Cuckoo's Dolls (1976)
- You Can Borrow My Love (1976)
- Chang-su's Heydays (1975)
- Wood and Swamp (1975)
- Story of the Youth (1975)
- Lee Jung-seob, a Painter (1975)
- Yeong-ja's Heydays (1975)
- 25 O'clock of Youth (1973)
- Wedding Dress in Tears (1973)
- Looking for Sons and Daughters (1972)
- Cruel History of Myeongdong (1972)
- The Golden Harbor in Horror (1971)
- King Sejo the Great (1970)
- The Lost Wedding Veil (1970)
- Love and Death (1970)
- Evil Person (1969)
- The Starting Point (1967)
- A Spotted Man (1967)
- Legend of Ssarigol (1967)
- Heukmaek (1965)
- The Bacheolor Pub (1964)

### Televisión
- Local Hero (OCN, 2016)
- Missing You (MBC, 2012)
- The Chaser (SBS, 2012)
- Can't Lose (MBC, 2011)
- Miss Ripley (MBC, 2011)
- Sign (SBS, 2011)
- I Believe in Love (KBS2, 2011)
- Thank You for Your Smile (KBS2, 2010)
- The Fugitive: Plan B (KBS2, 2010)
- Hot Blood (KBS2, 2009)
- Partner (KBS2, 2009)
- My Husband's Woman (SBS, 2007)
- Que Sera, Sera (MBC, 2007)
- Crazy for You (SBS, 2007)
- The Invisible Man (KBS2, 2006)
- Which Star Are You From? (MBC, 2006)
- Love Is Over (MBC, 2006)
- Shin Don (MBC, 2005)
- Precious Family (KBS2, 2004)
- Freezing Point (MBC, 2004)
- Sweet Buns (MBC, 2004)
- My Hidden Love (MBC, 2004)
- War of the Roses (MBC, 2004)
- Sunlight Pours Down (SBS, 2004)
- Breathless (MBC, 2003)
- The Fairy and the Swindler (SBS, 2003)
- While You Were Dreaming (MBC, 2003)
- Jang Hee-bin (KBS2, 2002)
- Since We Met (MBC, 2002)
- Whenever the Heart Beats (KBS2, 2002)
- Mom's Song (SBS, 2002)
- Present (MBC, 2002)
- Sangdo (MBC, 2002)
- Piano (SBS, 2001)
- Empress Myeongseong (KBS2, 2001)
- Tender Hearts (KBS1, 2001)
- Pardon (SBS, 2000)
- Air Force (MBC, 2000)
- Wrath of an Angel (SBS, 2000)
- Medical Center (SBS, 2000)
- The Full Sun (KBS2, 2000)
- Youth (MBC, 1999)
- Invitation (KBS2, 1999)
- Roses and Bean Sprouts (MBC, 1999)
- KAIST (SBS, 1999)
- The King and the Queen (KBS1, 1998)
- Seoul Tango (SBS, 1998)
- To the End of the World (MBC, 1998)
- The Mountain (MBC, 1997)
- Beautiful My Lady (SBS, 1997)
- The Most Beautiful Goodbye in the World (MBC, 1996)
- Tears of the Dragon (KBS1, 1996)
- Their Embrace (MBC, 1996)
- Project (KBS2, 1996)
- Thaw (SBS, 1995)
- Asphalt Man (SBS, 1995)
- Kka Chi (SBS, 1994)
- Tomorrow Love (KBS2, 1993)
- Autumn Woman (SBS, 1992)
- 92 Whale Hunting (KBS2, 1992)
- And Shaky Times (KBS2, 1991)
- 둥지를 찾아서 (KBS1, 1991)
- What the Women Live (MBC, 1990)
- Punggaek (KBS2, 1988)
- The Tree of Love (KBS2, 1987)
- Southern Cross (KBS1, 1986)
- Family (KBS2, 1984)
- TV Tale of Chunhyang (KBS2, 1984)
- 갈매기 처녀 (KBS1, 1983)
- Foundation of the Kingdom (KBS1, 1983)
- Ordinary People (KBS1, 1982)
- The New Bride (KBS)
- Eye (KBS2, 1981)
- 벼랑위의 사람들 (KBS, 1980)
- Comrades (KBS, 1975)
- 113 수사본부 (MBC, 1973)

## Premios y nominaciones
| Año  | Categoría         | Premio                | Trabajo | Resultado |
| ---- | ----------------- | --------------------- | ------- | --------- |
| 2020 | Achievement Award | 34th KBS Drama Awards | -       | Ganó      |